# بلاك مامبا (افعوانية)
بلاك مامبا (بالإنجليزية: Black Mamba) هي أفعوانية تقع في مدينة الملاهي فانتازيالاند في مدينة برول بولاية شمال الراين-وستفاليا، ألمانيا. تم افتتاحها للجمهور في 24 مايو 2006، وهي من تصميم وتصنيع شركة Bolliger & Mabillard السويسرية الرائدة في مجال تصميم الأفعوانيات.

## التصميم والموضوع
سُميت الأفعوانية على اسم أفعى المامبا السوداء، وهي واحدة من أسرع وأخطر الثعابين في أفريقيا. تقع اللعبة ضمن قسم "في أعماق أفريقيا" (Deep in Africa) داخل الحديقة، حيث صُممت المنطقة بالكامل بطراز مستوحى من العمارة الطينية التقليدية في غرب أفريقيا، وخاصة من مدينتي تومبكتو وجينيه في مالي.
تُحيط الأفعوانية بتضاريس صناعية وكهوف وممرات ضيقة ونباتات استوائية، ما يخلق تجربة غامرة تشبه مطاردة في أدغال أفريقيا، وتُعرف اللعبة بجودتها العالية في الدمج بين المسار والإطار البيئي المحيط.

## تجربة الركوب
يبدأ القطار بصعود أولي حتى ارتفاع 26 مترًا، تليه نزلة حادة وسلسلة من الانقلابات تشمل:
- دوران لولبي (Loop)
- لفافة كوبرا (Cobra Roll)
- انحدارات حلزونية ضيقة

تصل سرعة اللعبة إلى 80 كم/س، وتدوم الرحلة قرابة ثلاث دقائق، مما يجعلها واحدة من الأفعوانيات المقلوبة الأطول والأكثر إثارة في أوروبا.

## التقنية
تم تصميم اللعبة بحيث تمر عبر أنفاق وأقسام مظللة وجسور مائية، ما يُعزز الإحساس بالسرعة والخطر. كما أُنشئت المنطقة المحيطة بأعلى مستويات التفاصيل التجميلية، مما يجعلها مثالاً يُحتذى به في تصميم الأفعوانيات داخل بيئات غامرة.

## السلامة
تخضع اللعبة لإجراءات أمان عالية تشمل نظام الكبح المغناطيسي، ومقاييس آمنة لمستوى الطول (140 سم كحد أدنى)، إضافة إلى مقاعد مريحة مع أنظمة تثبيت الكتفين.